# Нова громада (Едмонтон)
«Нова громада» — тижневик української діаспори в Альберті, Канада, друкований орган Федерації українських соціалістів Канади після їхнього відокремлення від Федерації українських соціал-демократів. Видавався в місті Едмонтон із лютого 1911 по жовтень 1912 року. За цей час було видано 67 чисел тижневика. Видання змагалося із газетою «Робочий народ», що виходила у Вінніпегу, за роль провідного періодичного видання української соціал-демократії Канади. У тижневику публікували статті на політичні теми, зокрема про становище робітників та соціалістичний рух, а також про українські історію та культуру. Публікація номерів тижневика здійснювалася за пожертви українських робітників-емігрантів, передплата коштувала 2 долари. Редакція газети була в опозиції до Федерації українських соціал-демократів, що схилялася у політичному спектрі вліво, і, на відміну від неї, сповідувала народовство. 
Головні редактори «Нової громади»:
- Роман Кремар (лютий — вересень 1911);
- Тома Томашевський (вересень 1911 — червень 1912);
- Іван Семотюк (червень — вересень 1912);
- Ілля Киріяк.